# François-Annibal d'Estrées
François-Annibal d'Estrées, marchese di Cœuvres e duca d'Estrées (Montlouis-sur-Loire, 1573 – Parigi, 5 maggio 1670), è stato un militare e diplomatico francese.

## Biografia
François-Annibal era figlio del marchese Antonio IV d'Estrées e di sua moglie, Françoise Babou de La Bourdaisière nonché fratello di Gabrielle d'Estrées, amante di Enrico IV di Francia. Destinato inizialmente alla carriera ecclesiastica, successivamente preferì intraprendere quella militare ed entrò nell'esercito francese dove raggiunse rapidamente il grado di tenente generale.
Nel 1624, sotto Maria de Medici, ottenne il comando supremo delle truppe francesi, veneziane e sabaude, per la conquista della Valtellina. Nel 1626, ottenne il titolo di maresciallo di Francia. Nel 1630 tentò invano di conquistare Mantova. Nel 1632 ottenne il comando dell'armata del Reno e conquistò Treviri.
Dopo la fine della sua carriera militare divenne un diplomatico.
Tra il 1636 ed il 1648 fu inviato francese a Roma. Dopo questa missione, Luigi XIV lo promosse al titolo di duca. François-Annibal venne nominato quindi governatore dell'Île de France e poi del Soissons.
Anche suo figlio Jean II d'Estrées e suo nipote Victor-Marie d'Estrées raggiunsero il grado di maresciallo di Francia.

## Matrimoni e figli
Con la prima moglie, Marie de Béthune, ebbe:
- François-Annibal II d'Estrées
- Jean II d'Estrées
- César d'Estrées

Con la seconda moglie, Anne Habert, ebbe:
- Louis (1 dicembre 1637 - 1656, Valenciennes)
- Christine d'Estrées, sposò François Marie de Lillebonne; la coppia non ebbe figli

## Opere
Le memorie del maresciallo François-Annibal d'Estrées sono state pubblicate per la prima volta nel 1910: 
- Mémoires du maréchal d'Estrées sur la régence de Marie de Médicis (1610-1616) et sur celle d'Anne d'Autriche (1643-1650). Parigi, éd. H. Laurens, 1910.